# Alakazam the Great
«Alakazam the Great» («Великий Алакадзам»), в Японії відомий як «Сайюкі» (яп. 西遊記, «Подорож на Захід») — японський анімаційний фільм 1960 року, заснований на китайській легенді — «Подорож на Захід». Аніме було знято за манґою Тедзуки Осаму, і в титрах він був названий режисером. Однак Тедзука пояснив, що з'являвся в студії лише для того, щоб позувати перед фотографами.

## Сюжет
Алакадзам (Сунь Укун) — молода та хоробра мавпа, що переконує інших мавп зробити його своїм королем. Отримавши владу та навчившись магії, Алакадзам стає марнославним й вирушає на небо, аби кинути виклик богам.